# La Maquinita
A La Maquinita (spanyol nevének jelentése: a mozdonyocska) egy szoborgőzmozdony a mexikói Apizacóban, a mexikói vasúttörténet egyik fontos városában. A település egyik fő jelképe.

## Leírás
A 212-es gőzmozdony a Tlaxcala állam közepén található Ciudad de Apizaco belvárosának északi részén, a 119-es és a 136-os főutak találkozásánál található egy körönd közepén.
A gőzmozdonyok gyártása 1945 körül fejeződött be, 1960-ra már alig maradt belőlük néhány az országban. Az 1960-as évek elején a helyi vasutasok egy része szabadidejét is feláldozva javítgatta az addigra már valóságos jelképnek számító apizacói mozdonyt, végül 1964. május 5-én 11:30-kor meghívott vendégek tucatjai előtt ünnepélyesen elbúcsúztatták a vasúttól, és egy ideiglenesen kiépített sínen elindították végleges helyére. Az út során a mozdony nyugdíjas szakemberek gondjára volt bízva, név szerint: Ricardo Ortiz, Rubén Frabris és Ismael Brito masiniszták, Antonio Hernández fűtő, Pedro Sánchez, Miguel Ramos, Dolores Hernández és Pedro Pérez. Az öreg gép azonban alig tudott már végigmenni az úton, mivel kazánja nem működött megfelelően, nem volt benne elég nyomás. A városiak (akik közül többen forradalmi dalokat énekeltek) fával, valamint olajba és benzinbe beáztatott rongyokkal tömték a kazánt, de a mozdony ahogy közeledett a cél felé, egyre nehezebben mozgott. Az utolsó, erőtlen mozdonyfütty elhangzásakor elérzékenyülésükben sokan sírni kezdtek. A menet végül 16:30 táján érkezett meg a célhoz.
A későbbi évek során a mozdony és környéke a városlakók kedvelt találkozási pontjává vált, ahol számos kulturális, főleg sporteseményhez kapcsolódó összejövetelt tartanak. 2014-ben, a felvatás 50 éves évfordulója alkalmából egy emléktáblát is elhelyeztek a mozdonynál. Ugyanezen év augusztusában elkezdték a környezet átépítését és megszépítését is, 2017-re pedig felújították a mozdony kürtjét, amelyet ez év május 8-tól kezdve minden nap reggel 7:30-tól kezdve negyedóránként háromszor működésbe hoznak.